# 摩根斯·哥洛
摩根斯·哥洛（丹麥語：Mogens Krogh，丹麥語發音：[ˈmɔwns ˈkʰʁɔːw]，1963年10月31日—），是一名前丹麥足球運動員，司職守門員，現時為丹麥足球會Nordvest FC領隊。

## 球會生涯
1991年邦比簽下了哥洛，以填補轉投曼聯後的空缺。
於1995-96年的丹麥超級聯賽，哥洛於對爭標對手奧胡斯的關鍵賽事中攻入一球扳平，令邦比最終以一分之差壓倒對手，重奪失落四年的錦標。
哥洛足球生涯的另一亮點乃於1998-99歐聯分組賽主場協助邦比以2:1拿下當年的亞軍拜仁慕尼黑。

## 國家隊生涯
哥洛於1992年4月8日作客土耳其的友誼賽首度為國家隊披甲。
1995年法赫德國王盃足球賽，哥洛入選出賽名單。正選門將於對墨西哥的比賽受傷，哥洛接替其上陣，並成功撲出兩球十二碼。哥洛於其後對阿根廷的決賽保持了清白之身，助球隊以2:0壓倒對手封王。

## 榮譽
丹麥國家隊
- 歐洲國家盃冠軍: 1992
- 洲際國家盃冠軍: 1995

邦比
- 丹麥超級聯賽冠軍(4): 1995-96, 1996-97, 1997-98, 2001-02
- 丹麥盃冠軍(2): 1993-94, 1997-98

個人
- 邦比最佳球員: 1999 [2]